# Straßenbahn Nowosibirsk

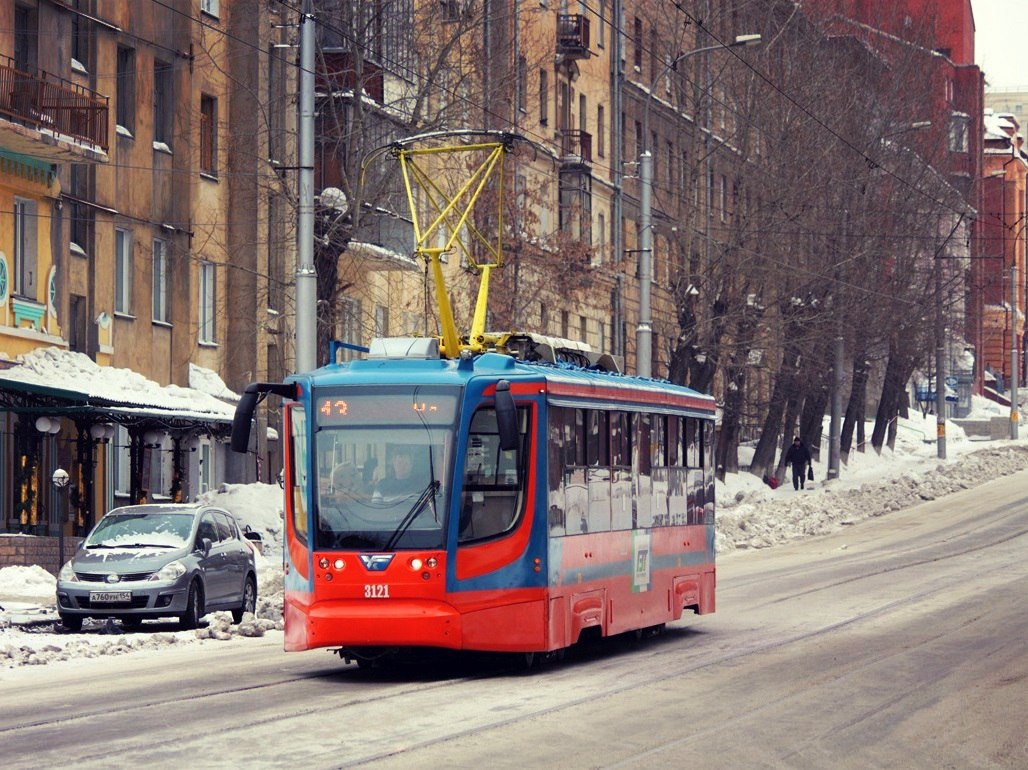
Wagen 3121 folgt am 10. Februar 2013 der Linie 13

Die Straßenbahn Nowosibirsk ist das Straßenbahn-System der russischen Großstadt Nowosibirsk.

## Geschichte
Die erste Linie, die zwischen dem Bahnhof Nowosibirsk-Glawny und dem Stadtzentrum verlief, wurde am 26. Oktober 1934 eröffnet. Am 30. April 1941 folgte die erste Linie im Stadtteil auf dem linken Ufer des Flusses Ob. Im Jahr 1955, als die Kommunalny-Brücke gebaut wurde, wurden die beiden Teilnetze miteinander verbunden. Im Jahr 1989 betrug die Gesamtlänge der Straßenbahnlinien 181 Kilometer. Ab 1992 wurden einige Abschnitte stillgelegt, darunter auch das Teilstück über die Kommunalny-Brücke. Bis 2012 betrug die Linienlänge circa 150 Kilometer.

## Linien
Derzeit werden zehn Linien bedient, davon verkehren sechs links des Ob (3, 8, 9, 10, 15 und 18) und vier rechts davon (5, 11, 13 und 14).

## Fahrzeuge
Der Wagenpark besteht aus sowjetischen KTM-5 und 71-608, russischen LM-99, 71-619 und 71-623, belarussischen AKSM-60102 und AKSM-62103 sowie tschechoslowakischen Tatra KT4.